# Zingel streber
 Zingel streber és una espècie de peix de la família dels pèrcids i de l'ordre dels perciformes.

## Morfologia
Els mascles poden assolir els 22 cm de longitud total.

## Reproducció
Té lloc durant el març i el maig sobre fons de grava.

## Alimentació
Menja invertebrats aquàtics.

## Hàbitat
Viu sobre els fons de pedra dels rius petits i grans amb forts corrents.

## Costums
És nocturn i bentònic.

## Distribució geogràfica
Es troba a les conques del riu Danubi (des de Baviera fins a la mar Negra) i del Dnièster, incloent-hi Àustria, Bòsnia i Hercegovina, Bulgària, Croàcia, Txèquia, Alemanya, Hongria, Macedònia del Nord, Moldàvia, Montenegro, Polònia, Romania, Sèrbia, Eslovàquia, Eslovènia i Ucraïna.

## Estat de conservació
La seua principal amenaça és la construcció de preses, car necessita corrents forts per a sobreviure. La contaminació de l'aigua també li va afectar en el passat (sobretot, al tram superior del riu Danubi) però avui dia les condicions hi estan millorant i les poblacions poden estar augmentant.